# 1995 (sång)
"1995" är den andra singeln med den svenska rockgruppen The Hellacopters, utgiven 1995. Singeln är producerad av Tomas Skogsberg. 

## Låtlista
1. 1995
2. Tilt City
3. Freespeedin'

## Medverkande
- Nicke Andersson: gitarr, sång
- Dregen: gitarr
- Kenny Håkansson: bas
- Robert Eriksson: trummor